# Liste der Samsung-Mobiltelefone
Die Liste der Samsung-Mobiltelefone enthält eine Übersicht der Mobiltelefone des Unternehmens Samsung.

## Mobiltelefone
Erklärung:
- SGH steht für GSM Handy
- SCH für CDMA-Geräte
- SPH für CDMA-Geräte der Sprint Corporation, US-Markt
- GT für Global Telecommunications

Es gibt folgende Modellreihen:

### A-Serie
- Samsung SGH A200
- Samsung SGH A300
- Samsung SGH A400
- Samsung SGH A800

### B-Serie
- Samsung SGH B100 (Bar)
- Samsung SGH B130 (Bar)
- Samsung SGH B300 (Klapp)
- Samsung SGH B320 (Klapp)
- Samsung SGH B520 (Slider)
- Samsung GT B2100 (Bar) (stoß-, wasserfest)
- Samsung GT B2700 (Bar) (stoß-, wasserfest)
- Samsung GT B2710 (Bar) (stoß-, wasserfest)
- Samsung B3210 Corby (Bar) (QWERTZ-Tastatur)
- Samsung B3310 (Bar) (QWERTZ-Tastatur)
- Samsung B3410 (Bar) (ausziehbare QWERTZ-Tastatur)
- Samsung B3350
- Samsung B5310 Corby Pro (Bar) ausziehbare QWERTZ-Tastatur
- Samsung B5722 (Bar) (Dual-SIM Smartphone)
- Samsung B7300 Omnia Lite (Bar) Touchscreen
- Samsung B7620 Giorgio Armani (Slider) Touchscreen
- Samsung B7722 (Bar) (Dual-SIM) Touchscreen
  - Samsung B7722i

### C-Serie

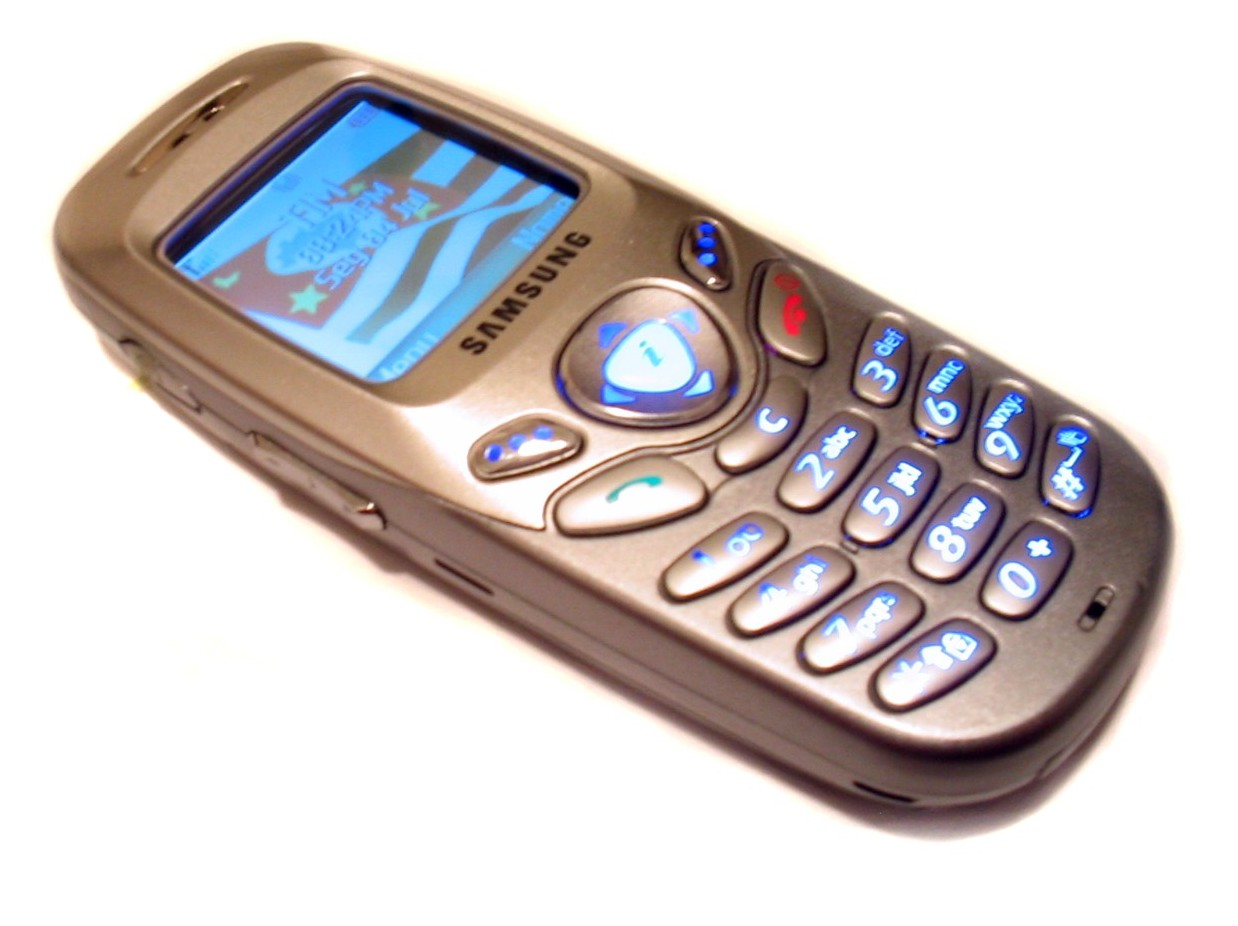
Samsung SGH C207
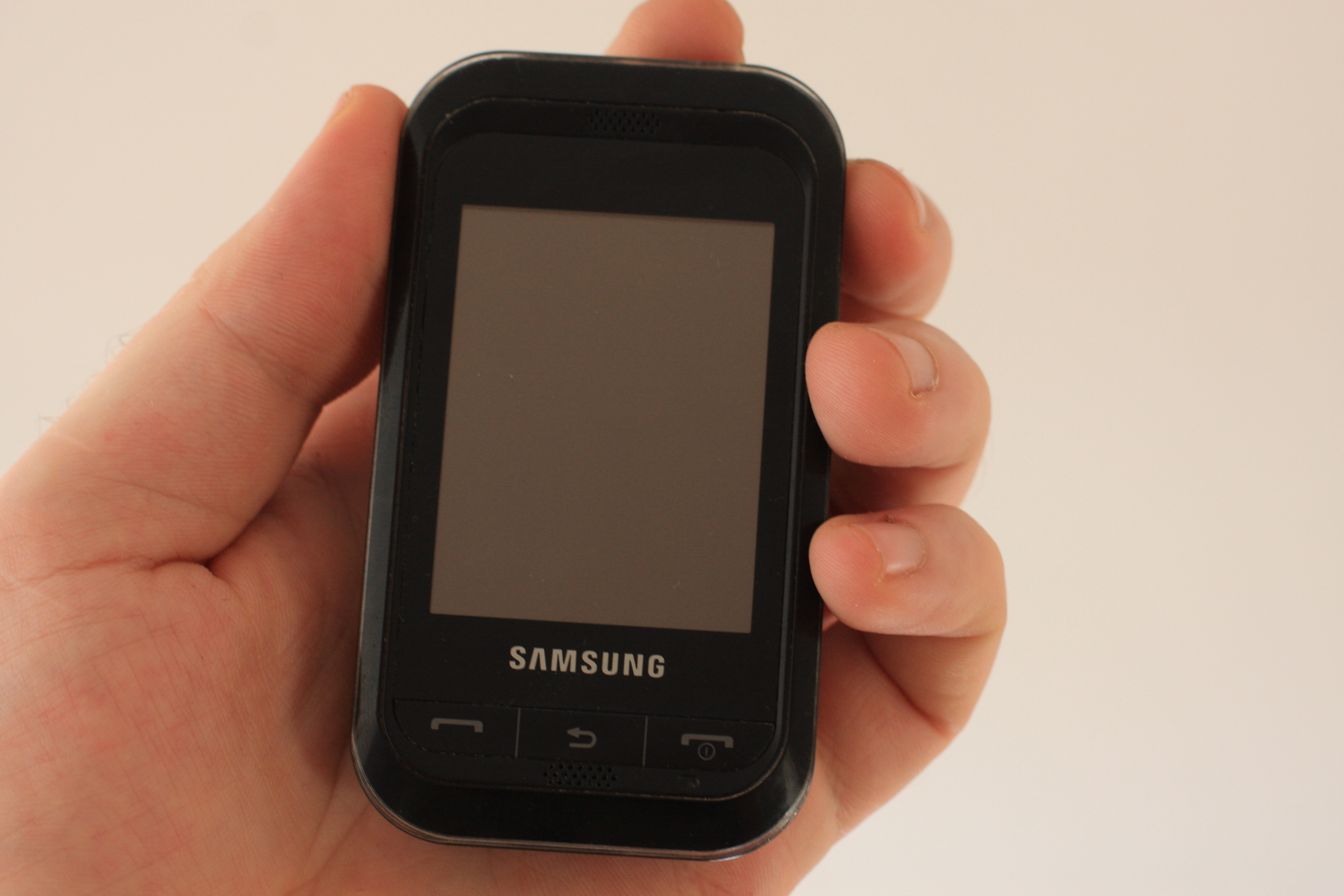
Samsung GT-C3300K (Champ)

- Samsung SGH C100
- Samsung SGH C130 (Bar)
- Samsung SGH C140 (Bar)
- Samsung SGH C170 (Bar)
- Samsung SGH C180 (Bar)
- Samsung SGH C200N
- Samsung SGH C207
- Samsung SGH C210
- Samsung SGH C260 (Klapp)
- Samsung SGH C270 (Klapp)
- Samsung SGH C300 (Slider)
- Samsung C3050 (Slider)
- Samsung C3060 (Bar)
- Samsung C3200 (Bar)
- Samsung C3300 (Bar) Touchscreen
- Samsung GT-C3300K (Champ) Touchscreenhandy
- Samsung GT-C3322 (Bar)
- Samsung C3330 (Bar) Touchscreen
- Samsung C3350 (Bar) Outdoor
- Samsung C3510 Genoa (Bar) Smartphone
- Samsung C3520 (Klapp)
- Samsung C3530 (Bar)
- Samsung C3560 (Klapp)
- Samsung C3590 (Klapp)
- Samsung C3595 (Klapp)
- Samsung C3750 (Slider)
- Samsung C3780 (Bar)
- Samsung C5130 (Slider)
- Samsung C5212 (Bar)

### D-Serie

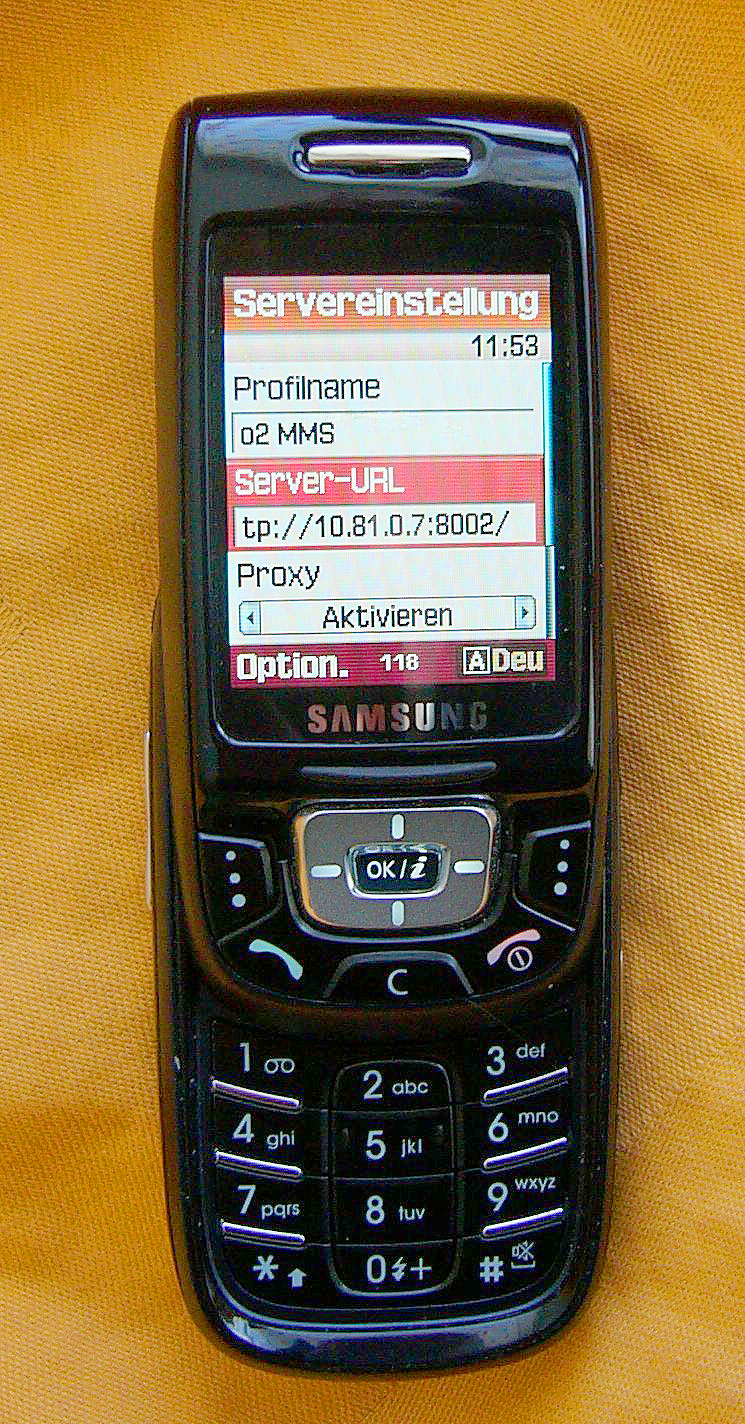
Samsung SGH D500
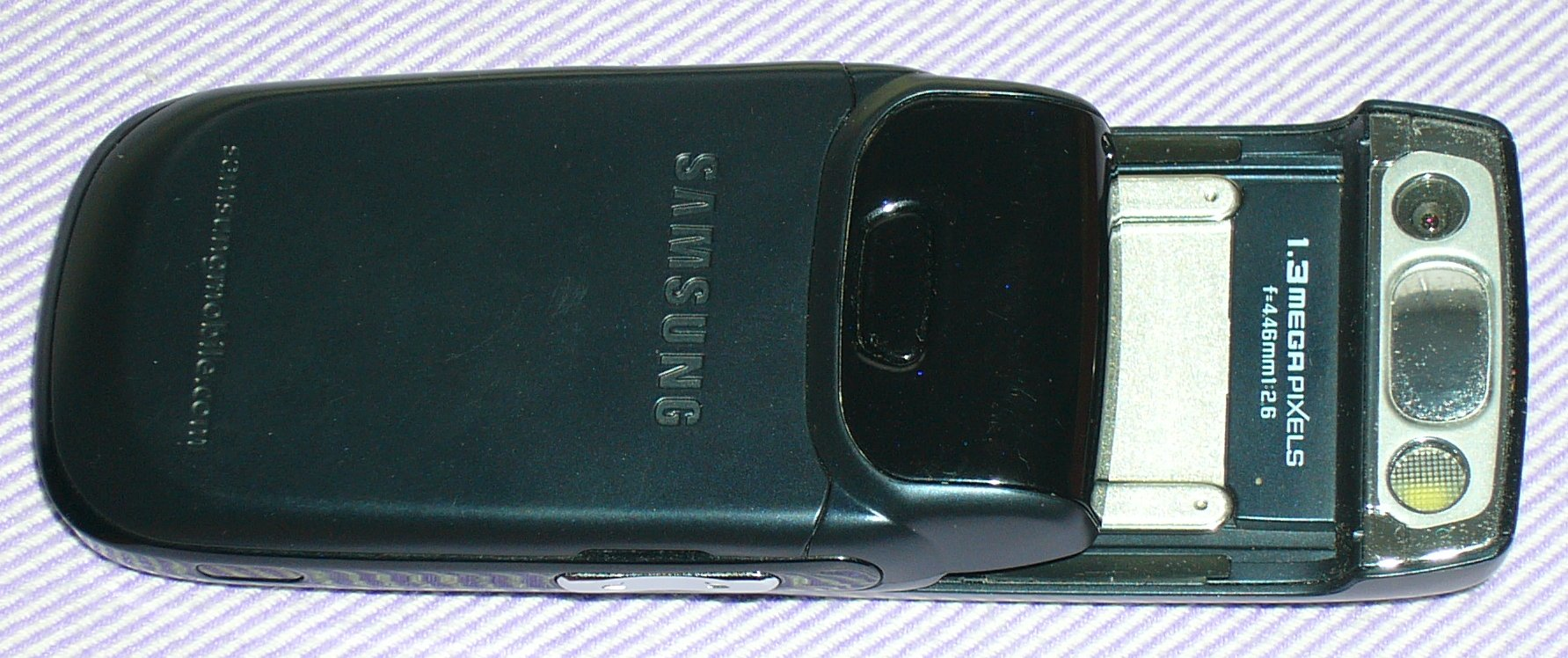
Samsung SGH-D500 (Rückseite)
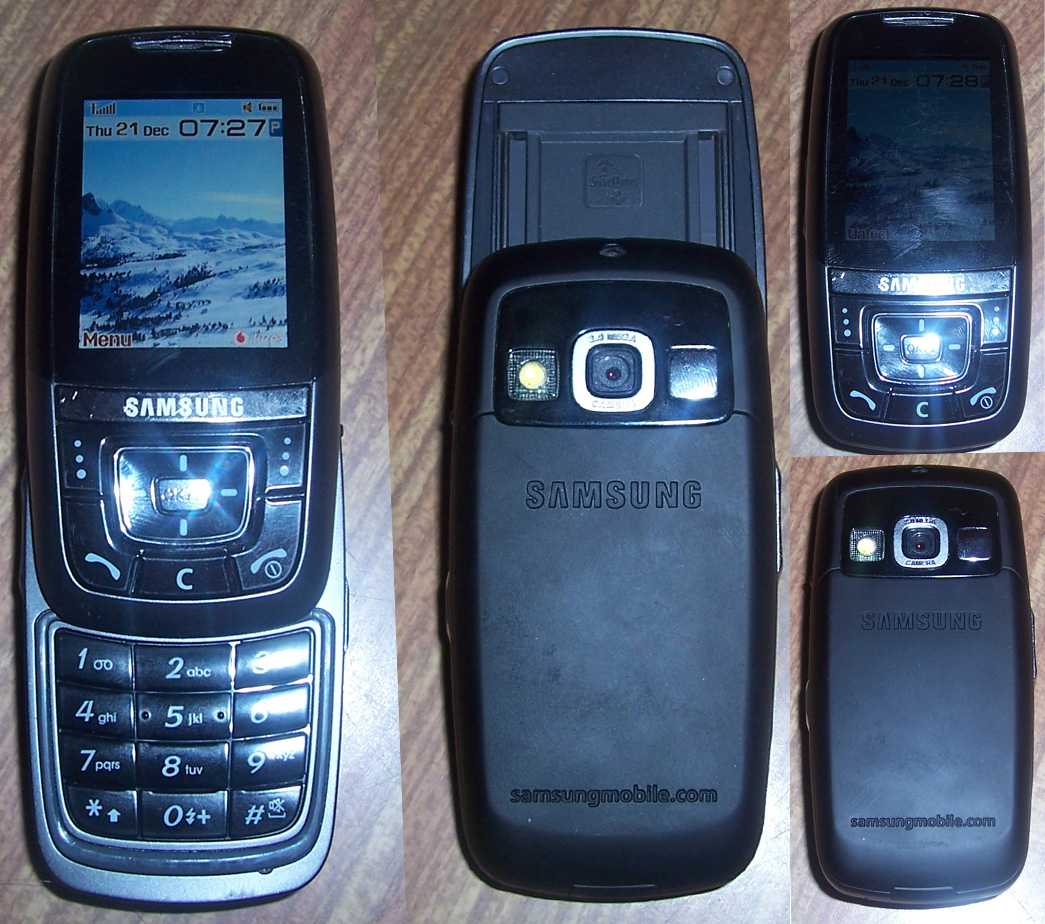
Samsung SGH D600
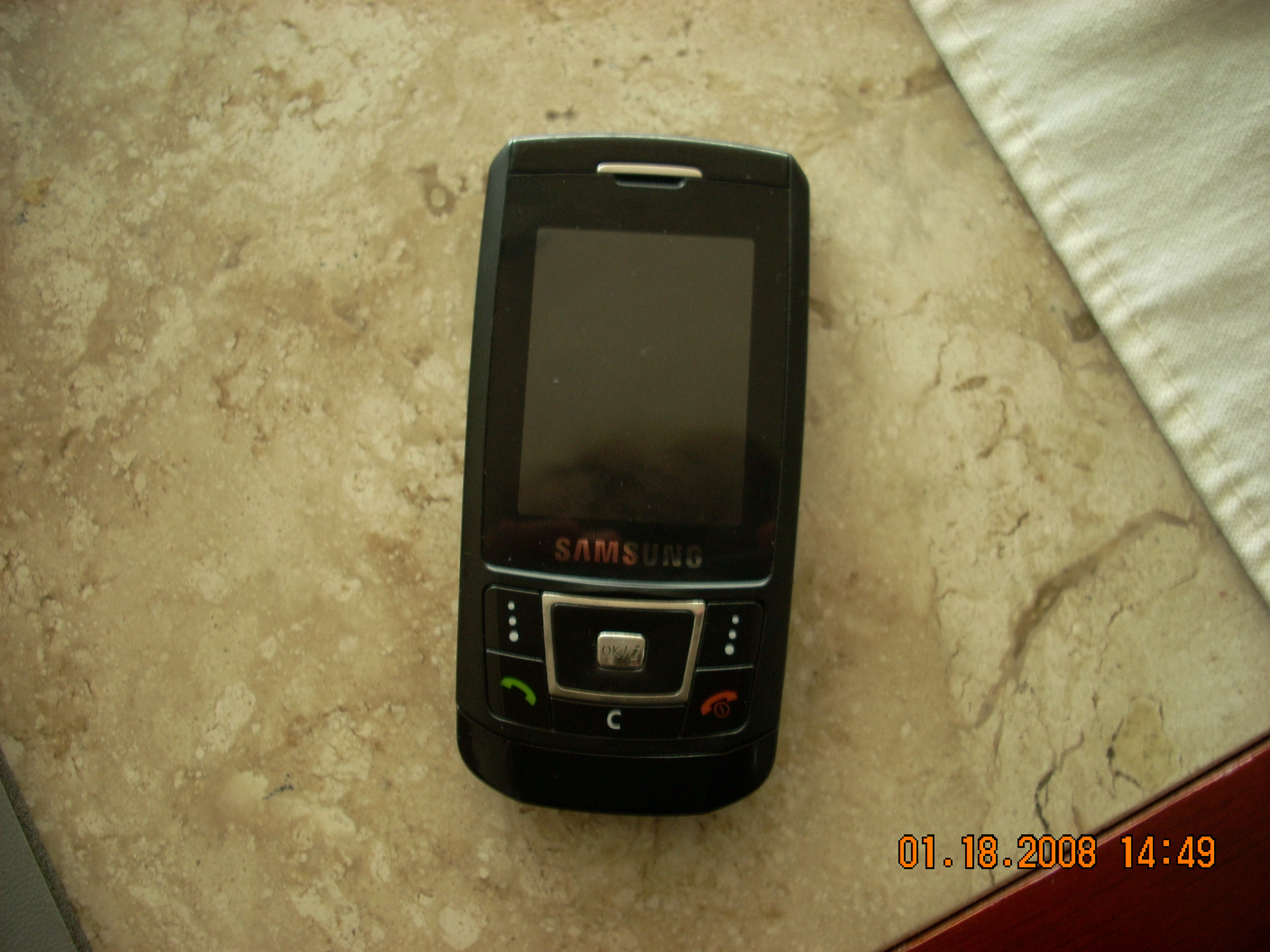
Samsung SGH D900
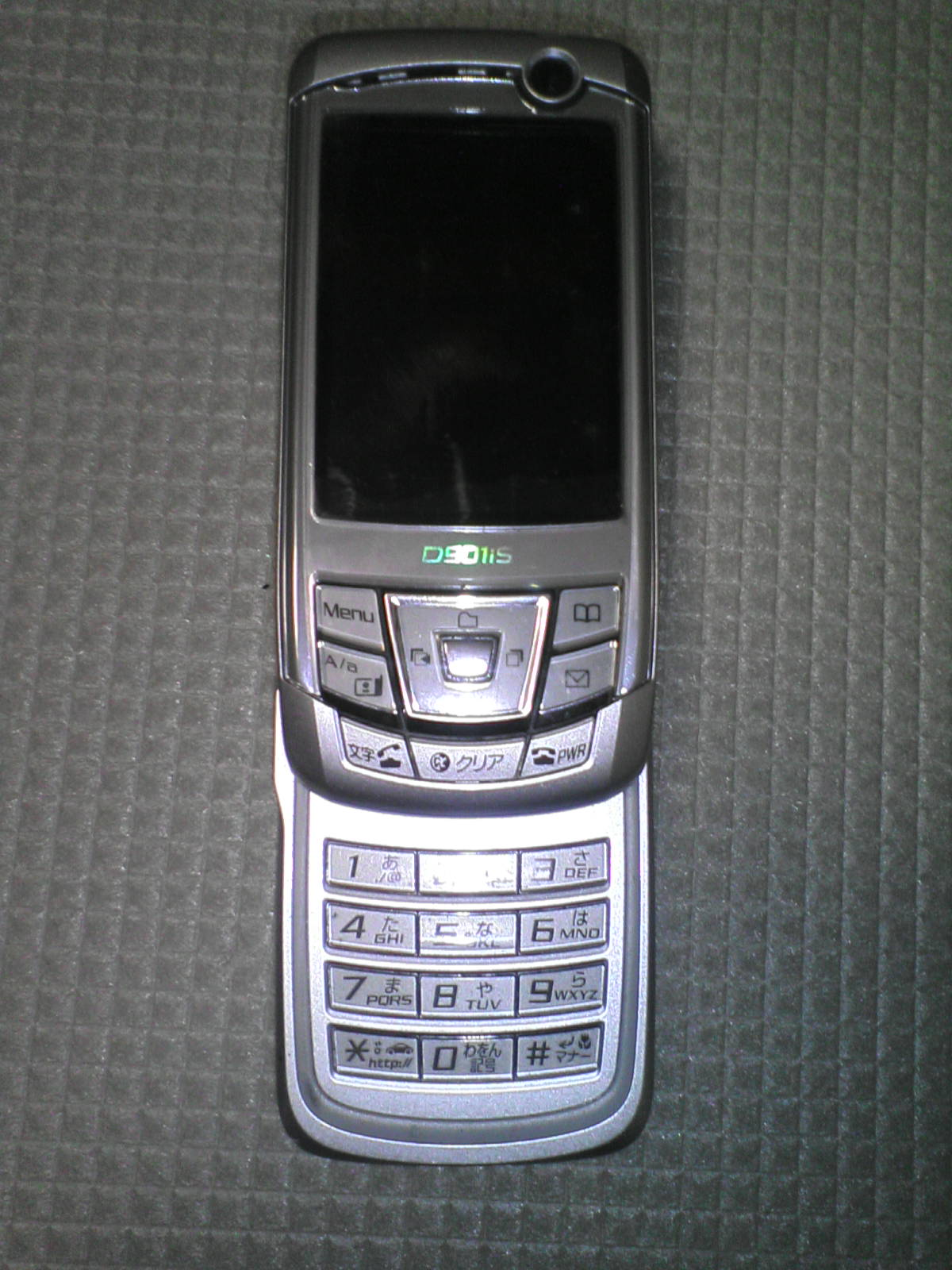
NTT DoCoMo FOMA D901iS (geöffnet)
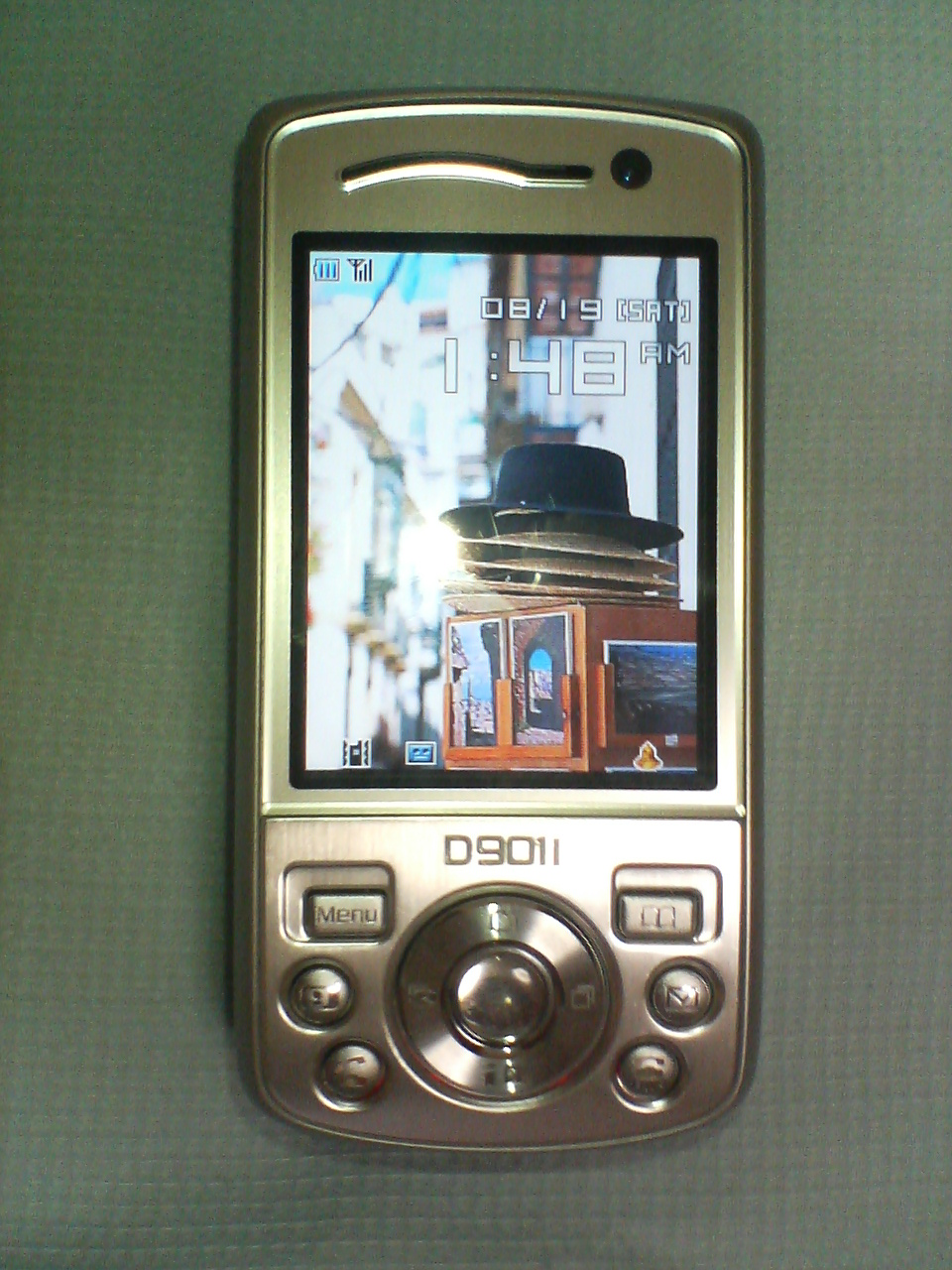
NTT DoCoMo FOMA D901i

- Samsung SGH D410
- Samsung SGH D500 (Slider)
- Samsung SGH D520 (Slider)
- Samsung SGH D600 (Slider)
- Samsung SGH D800
- Samsung SGH D820 (Slider)
- Samsung SGH D830 (Klapp)
- Samsung SGH D840 (Slider)
- Samsung SGH D880 DuoS (Dual-SIM-Handy) Slider
- Samsung SGH D900 (Slider)
  - Samsung SGH D900e (Slider)
  - Samsung SGH D900i (Slider)
- Samsung SGH D980 (Bar) Dual-SIM Smartphone

### E-Serie

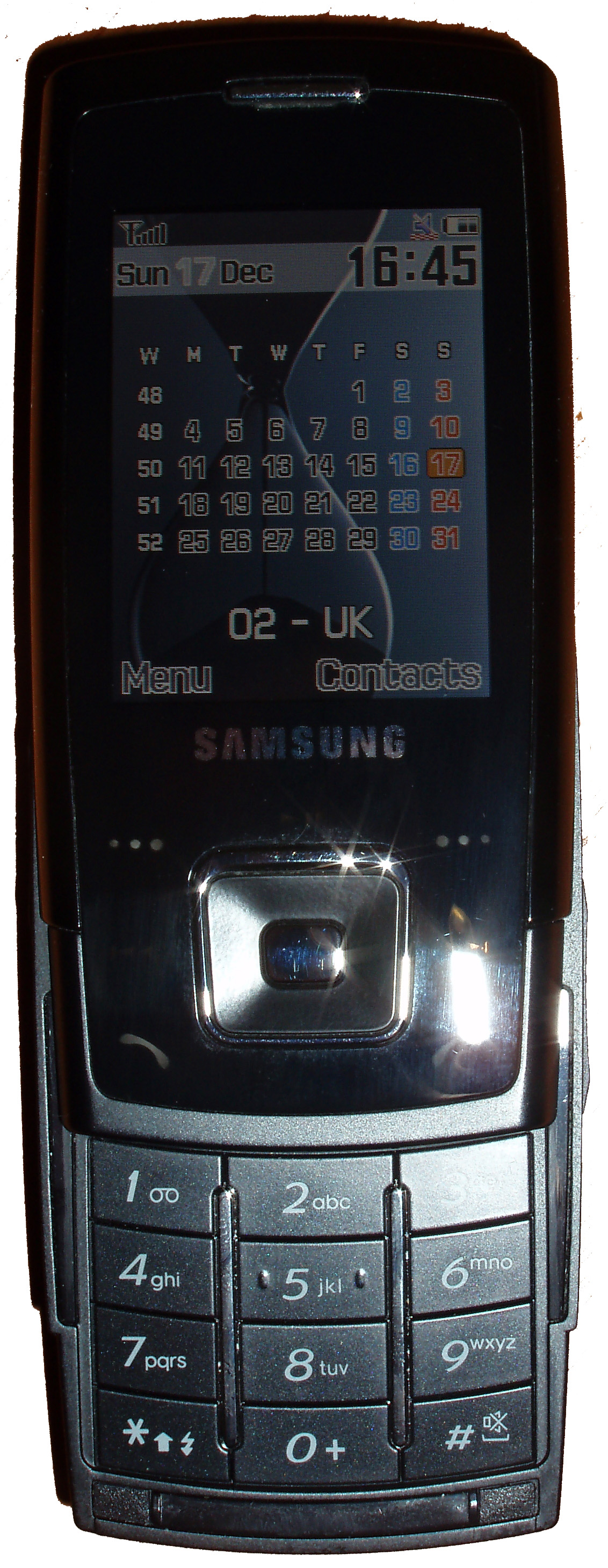
Samsung E900
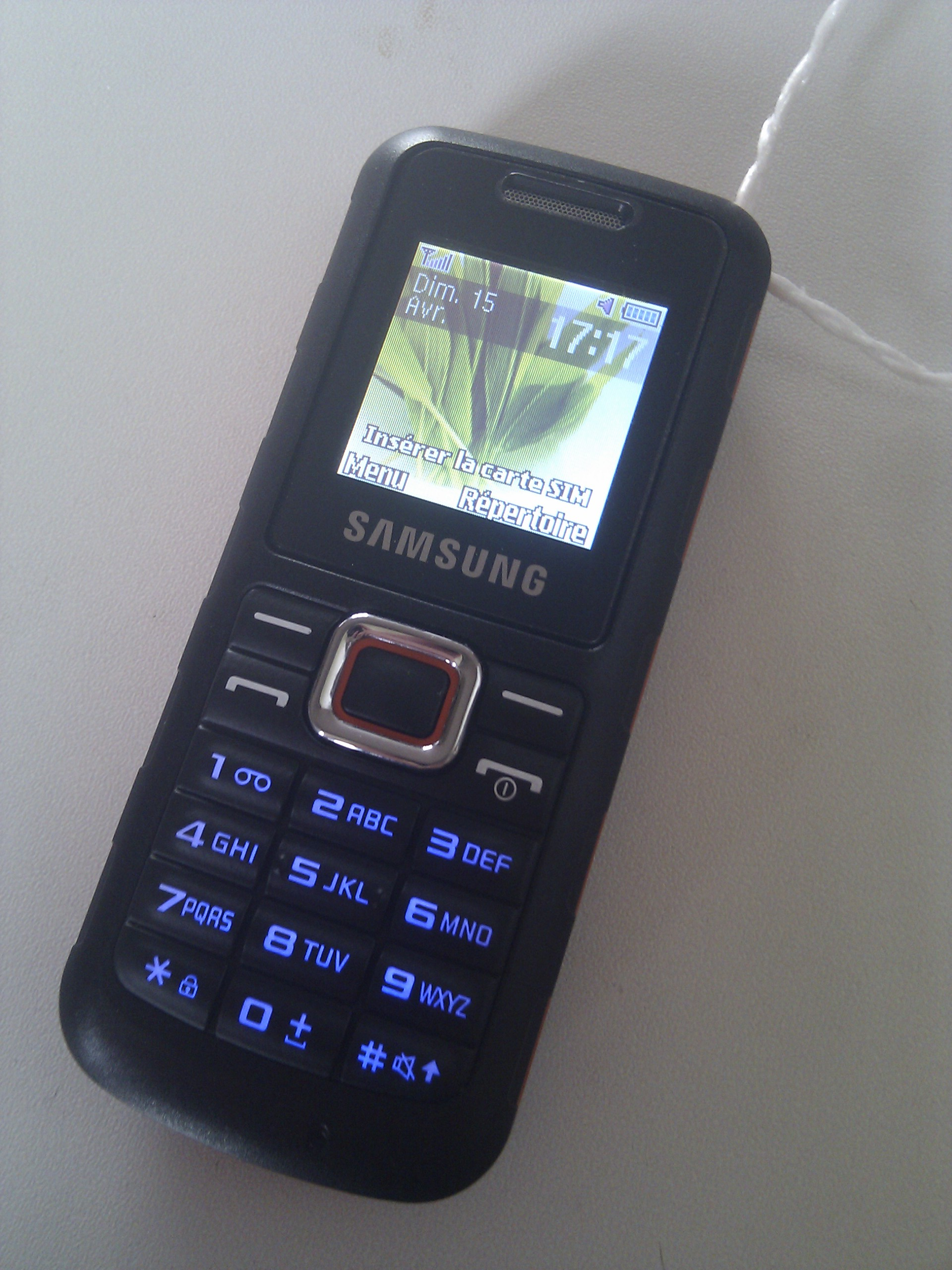
Samsung E1130
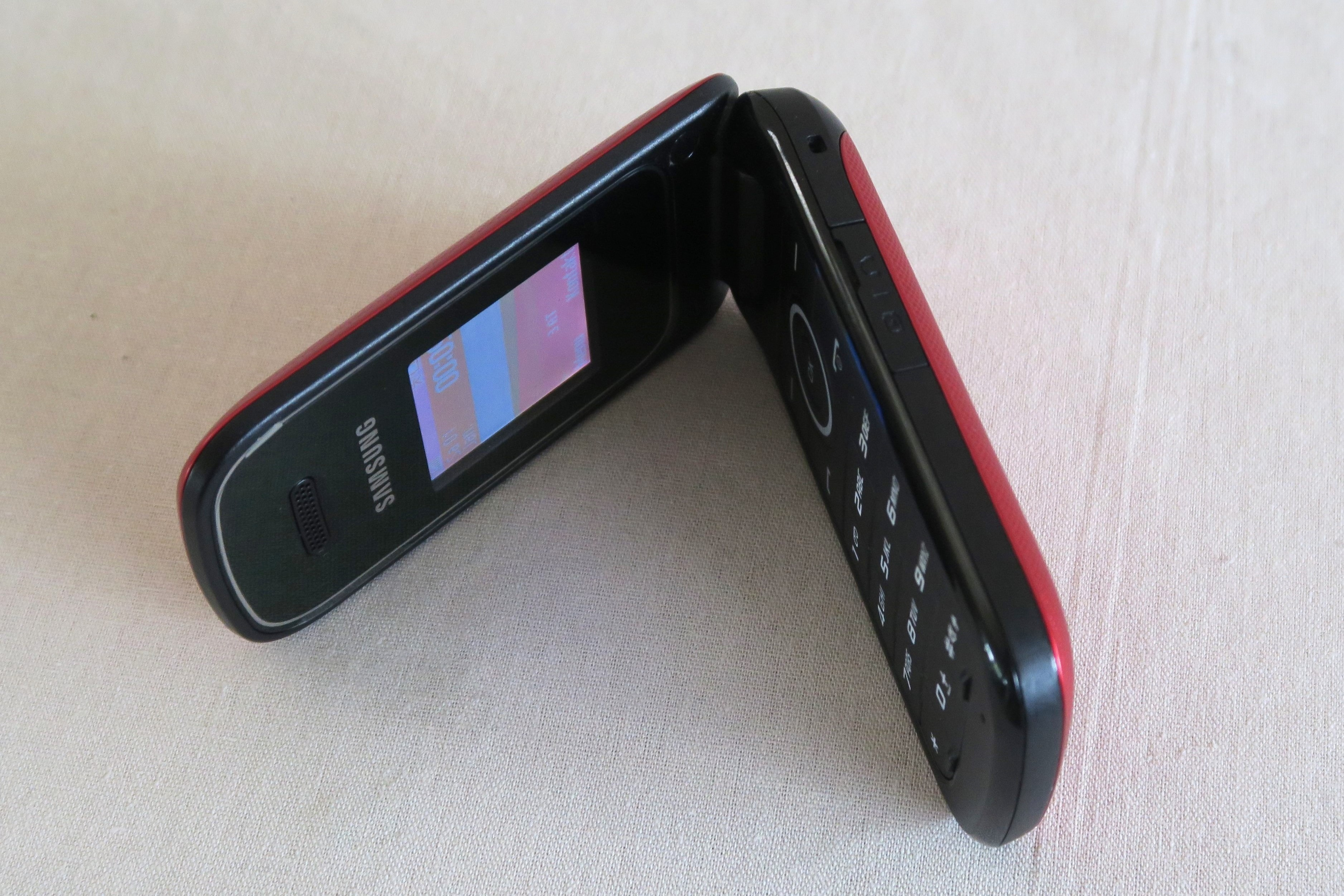
Samsung GT-E1190

- Samsung E100
- Samsung E200 (Bar)
- Samsung E200 Eco (Bar)
- Samsung E250 (Slider)
  - Samsung E250i
  - Samsung E205V
- Samsung E300
- Samsung E330
- Samsung E350
- Samsung E370
- Samsung E380 (Klapp)
- Samsung E390
- Samsung E470 (Slider)
- Samsung E500 (Klapp)
- Samsung E570 (Klapp)
- Samsung E590 (Bar)
- Samsung E600
- Samsung E610
- Samsung E620
- Samsung E700
- Samsung E710
- Samsung E720
- Samsung E730
- samsung E740 (Slider)
- Samsung E760
- Samsung E770 (Klapp)
- Samsung E800
- Samsung E830 (Slider)
- Samsung E840 (Slider)
- Samsung E850
- Samsung E860V
- Samsung E900 (Slider)
- Samsung E950 (Slider)
- Samsung E1050 (Bar)
- Samsung E1070 (Bar)
- Samsung E1080 (Bar)
  - Samsung E1080w
- Samsung E1100 (Bar)
- Samsung E1107 (Barren-Handy mit integrierter Solarzelle)
- Samsung E1110 (Bar)
- Samsung E1120 (Bar)
- Samsung E1130 (Bar)
- Samsung E1150 (Klapp)
  - Samsung E1150i
- Samsung E1170 (Bar)
- Samsung E1180 (Bar)
- Samsung E1190 (Klapp)
- Samsung E1200 (Bar)
  - Samsung E1200i
    - Samsung E1200M
      - Samsung E1200R
- Samsung E1230 (Bar)
- Samsung E1270
- Samsung E1280 (Bar)
- Samsung E1310 (Klapp)
- Samsung E1360 (Slider)
- Samsung E2100 (Bar)
- Samsung E2120 (Bar)
- Samsung E2121 (Bar)
- Samsung E2200 (Bar)
- Samsung E2230 (Bar)
- Samsung E2330 (Slider)
- Samsung E2370 (Bar)
- Samsung E2550 (Slider)

### F-Serie
- F110
- F110 miCoach (Slider)
- F200 (Swivel)
- F210 (Swivel)
- F300 (Slider)
- F330 (Slider)
- F400 (Slider)
- F480 (Bar) Touchscreen
  - F480i
- F490 (Bar) Touchscreen
- F500 (Bar) Dual-Display
- F510
- F520
- F700 (Qbowl)
- F800
- baba

### G-Serie
- G400 (Klapp)
- G600 (Slider)
- G800 (Slider)
- G810 (Slider)
- G900X (Samsung Galaxy S5)
- G920X (Samsung Galaxy S6)
- G925X (Galaxy S6 Edge)
- G928F (Galaxy S6 Edge Plus )

### I-Serie (SGH-I-Serie)

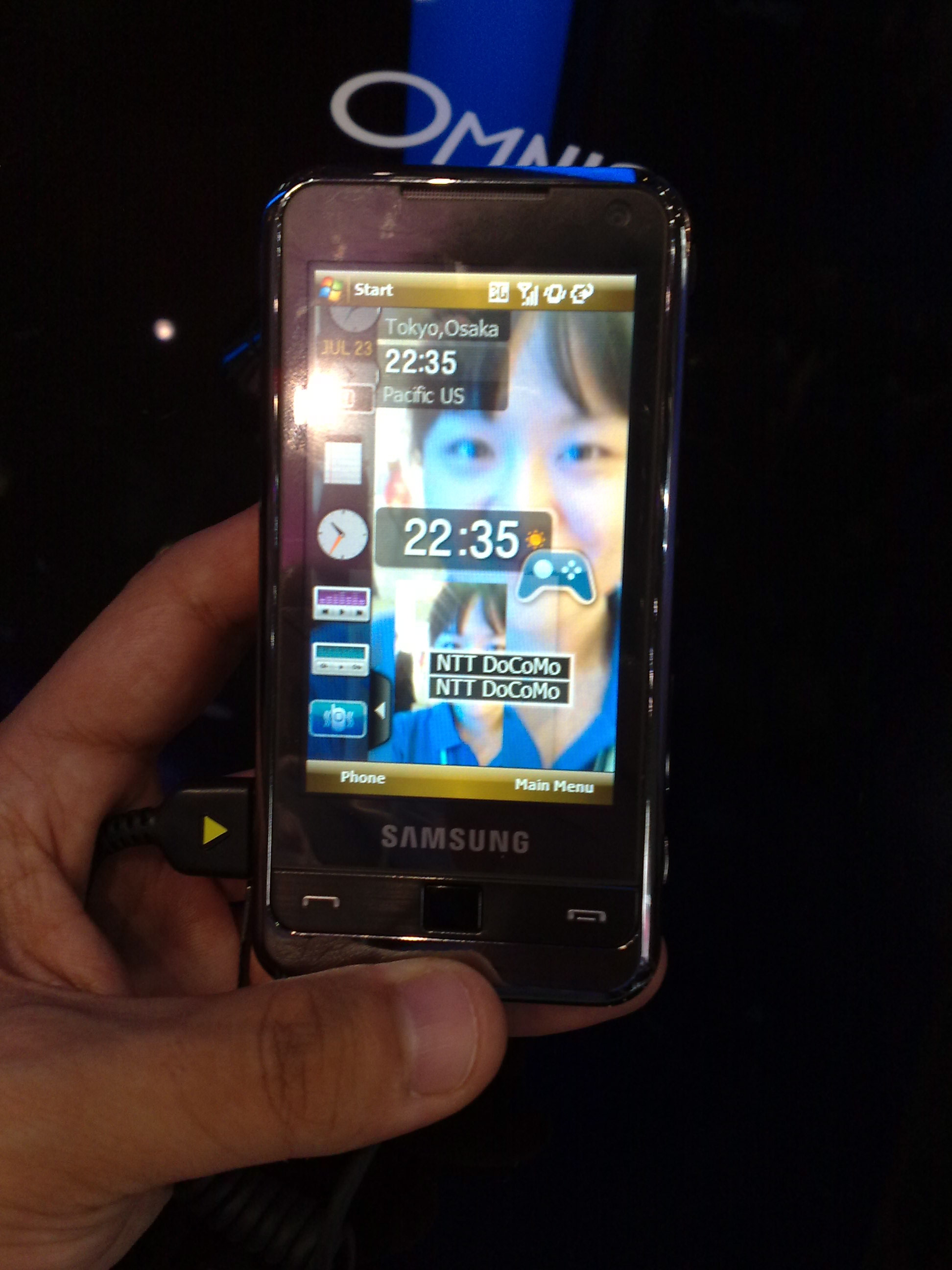
Samsung SGH-i900 Omnia

- Samsung SGH i200 (Bar)
- Samsung SGH-i300 (Candybar mit 3-GB-Festplatte)
- Samsung SGH i320 (Bar) QWERTZ-Tastatur
- Samsung SGH-i325
- Samsung SGH-i330
- Samsung SGH-i500
- Samsung SGH-i527 (wie GT-i9200 Galaxy Mega 6.3 für AT&T, US-Markt)
- Samsung SGH-i550 (Candybar mit Symbian Software und GPS)
- Samsung SGH-i600 (Candybar-Smartphone mit Windows Mobile)
- Samsung SGH-i607 BlackJack
- Samsung SGH-i617 BlackJack II
- Samsung SGH-i620 (Slider-Smartphone mit Windows Mobile)
- Samsung SGH-i627 Propel Pro
- Samsung SGH-i637 Jack (Smartphone für AT&T in den USA)
- Samsung SGH-i667 Focus 2
- Samsung SGH-i700
- Samsung SGH-i760
- Samsung SGH-i770 (Pocket PC-Phone)
- Samsung SGH-i780 (Candybar-Smartphone mit Windows Mobile, QWERTZ-Tastatur, GPS)
- Samsung SGH-i847 Rugby Smart
- Samsung SGH-i896 Captivate (Variante des Samsung Galaxy S (GT-i9000) für AT&T, Rogers in Nordamerika)
- Samsung SGH-i897 Captivate S (Variante des Samsung Galaxy S (GT-i9000) für AT&T, Rogers in Nordamerika)
- Samsung SGH-i900 Omnia (Samsung SCH-M490 für China)
- Samsung SGH-i907 Epix
- Samsung SGH-i917 Focus
- Samsung SGH-i927 Captivate Glide
- Samsung SGH-i937 Focus S
- Samsung SGH-i997 Infuse 4G (Variante des Samsung Galaxy S (GT-i9000) für AT&T, Rogers in Nordamerika)

Beispiel für Samsung SCH-i500, ist eine Variante des Samsung GT-i9000 Galaxy S für Verizon Wireless (mit Namen Fascinate), U.S. Cellular (Mesmerize) und C Spire (Showcase) und das Samsung SCH-i405 ist ähnlich dem GT-i900 als LTE-Variante für Verizon.

#### I-Serie (Galaxy-Smartphones)

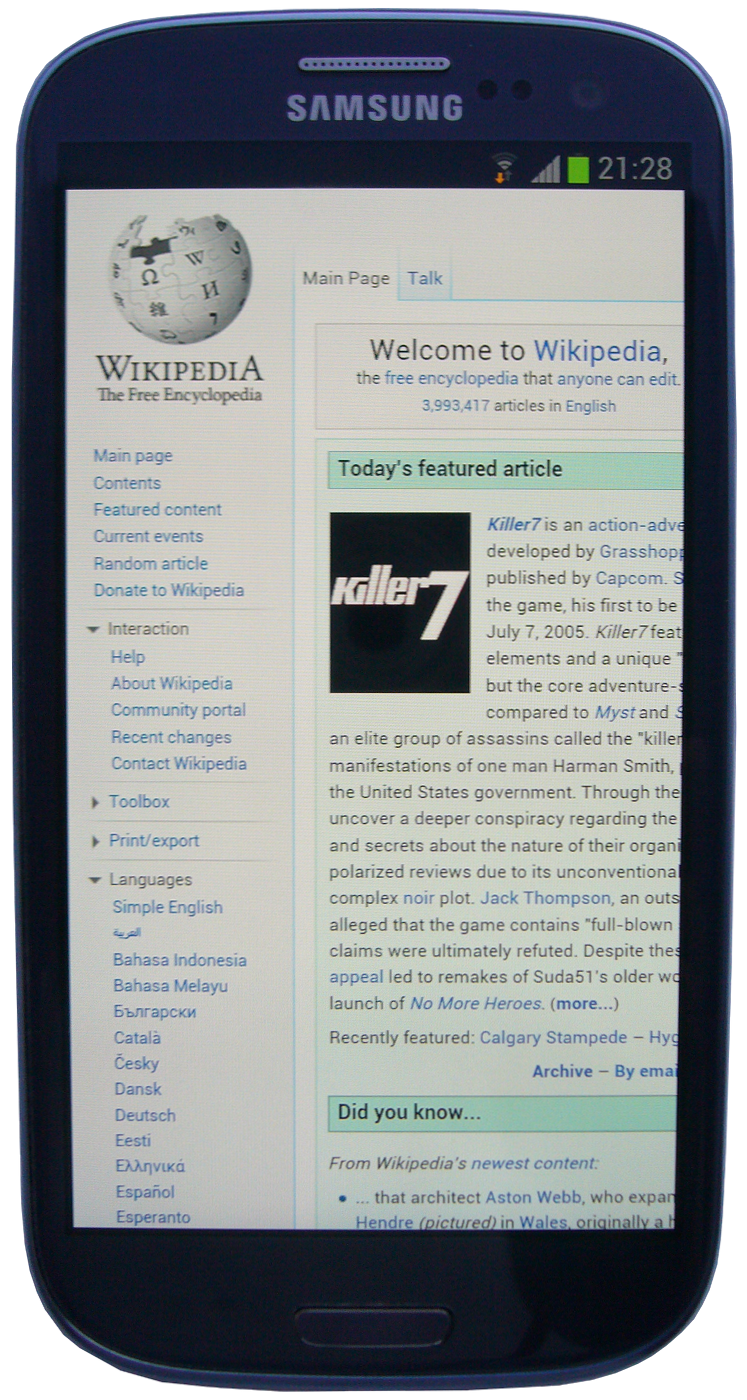
Samsung GT-i9300 Galaxy S III
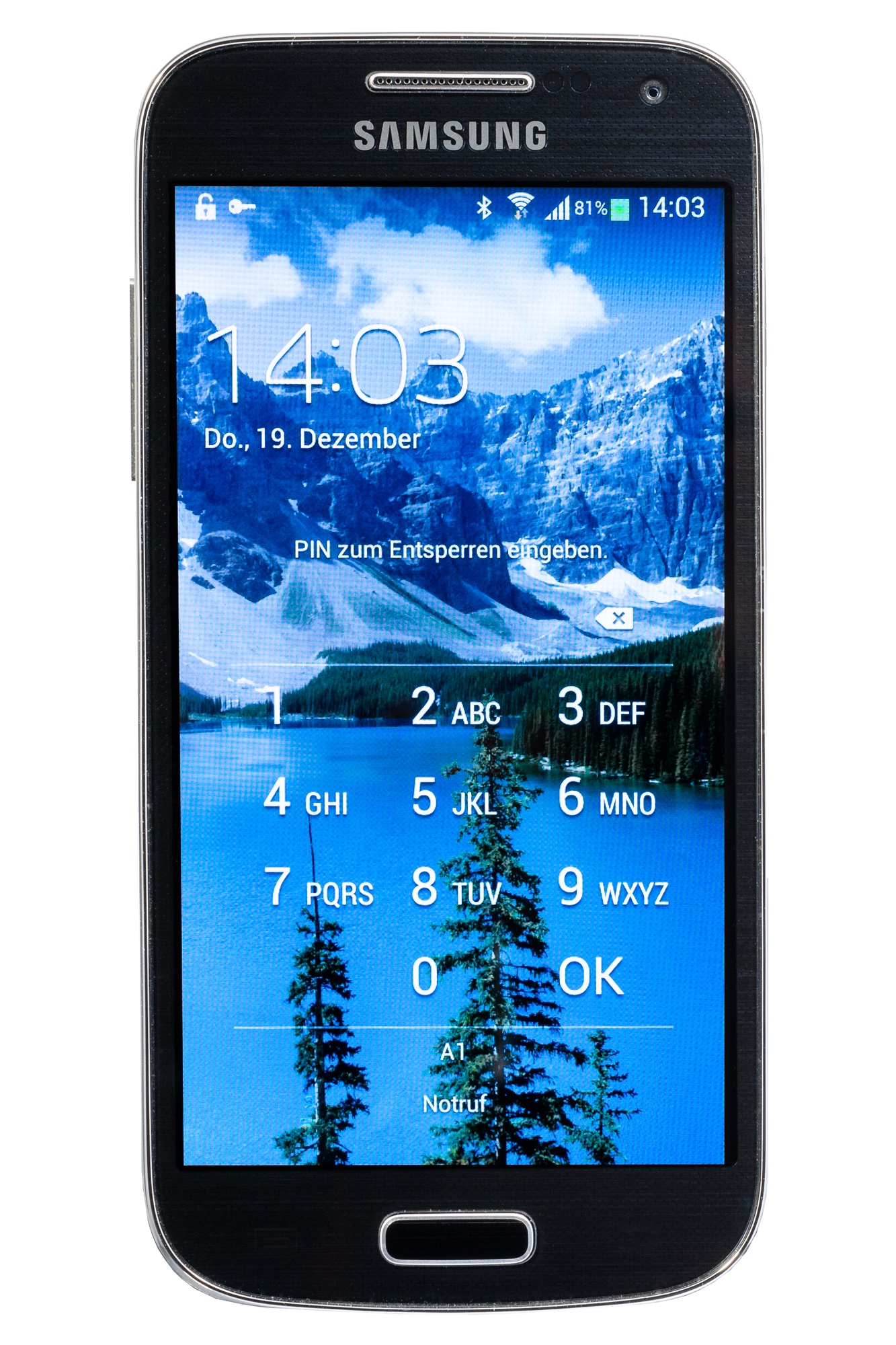
Samsung GT-i9195 Galaxy S4 mini
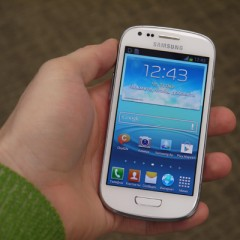
Samsung GT-i8190 Galaxy S III mini
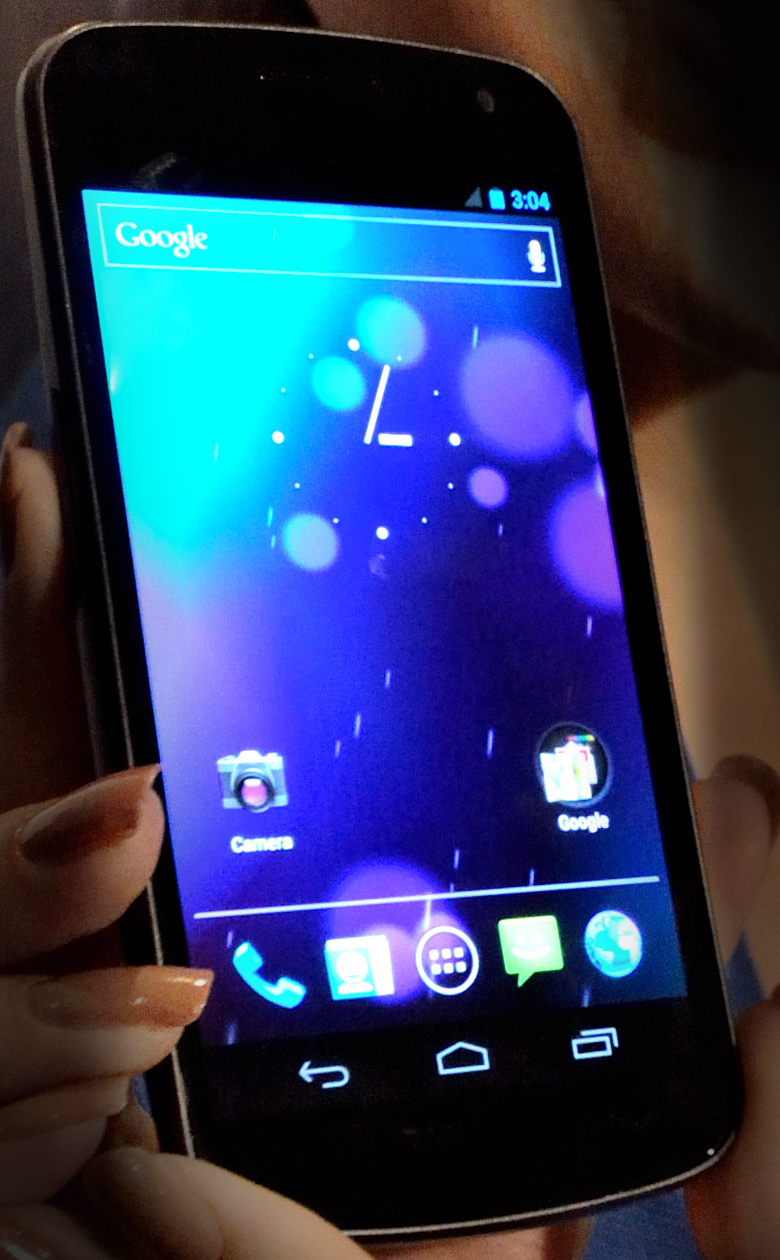
Samsung GT-i9250 Galaxy Nexus für Google
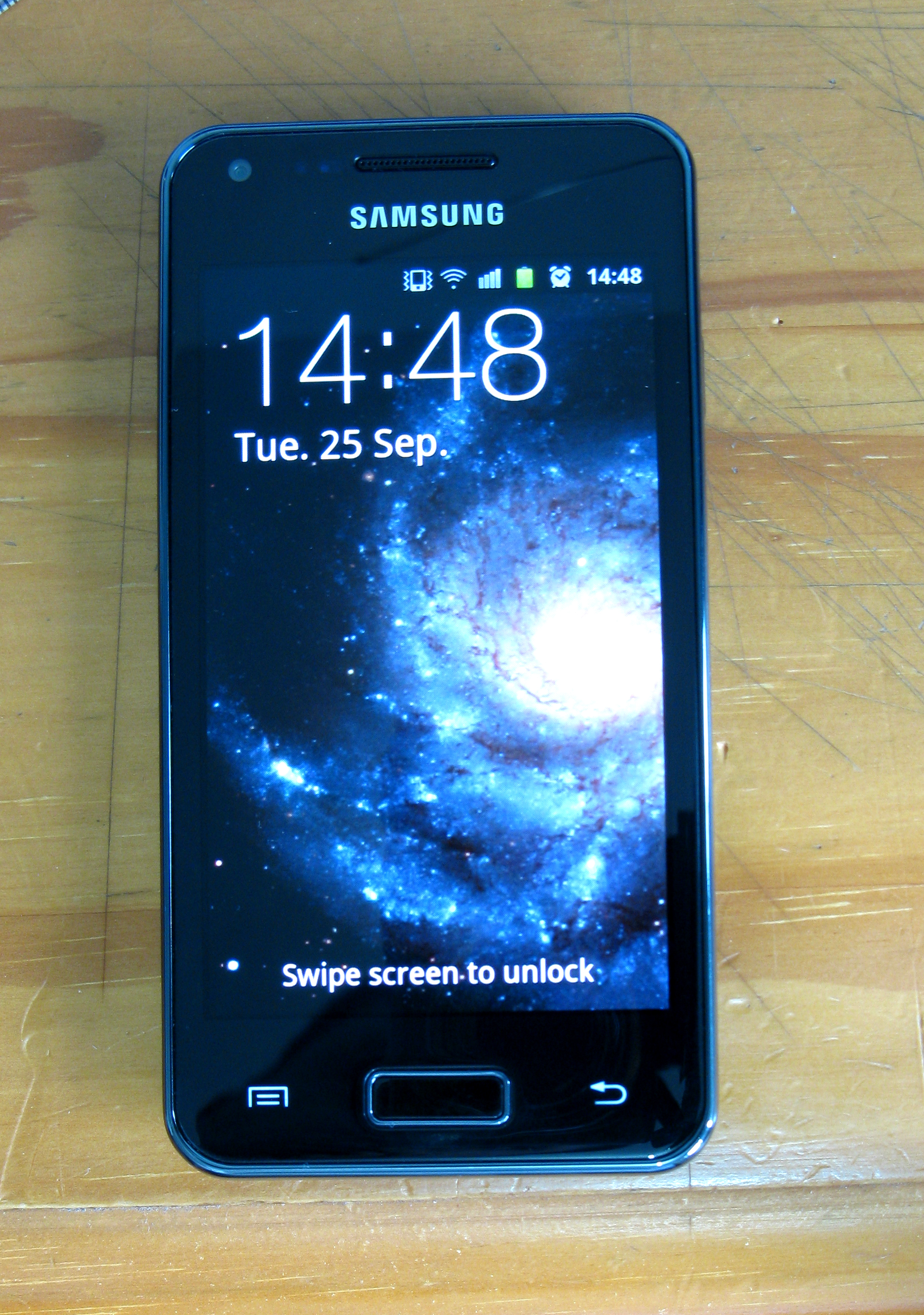
Samsung GT-i9070 Galaxy S Advance
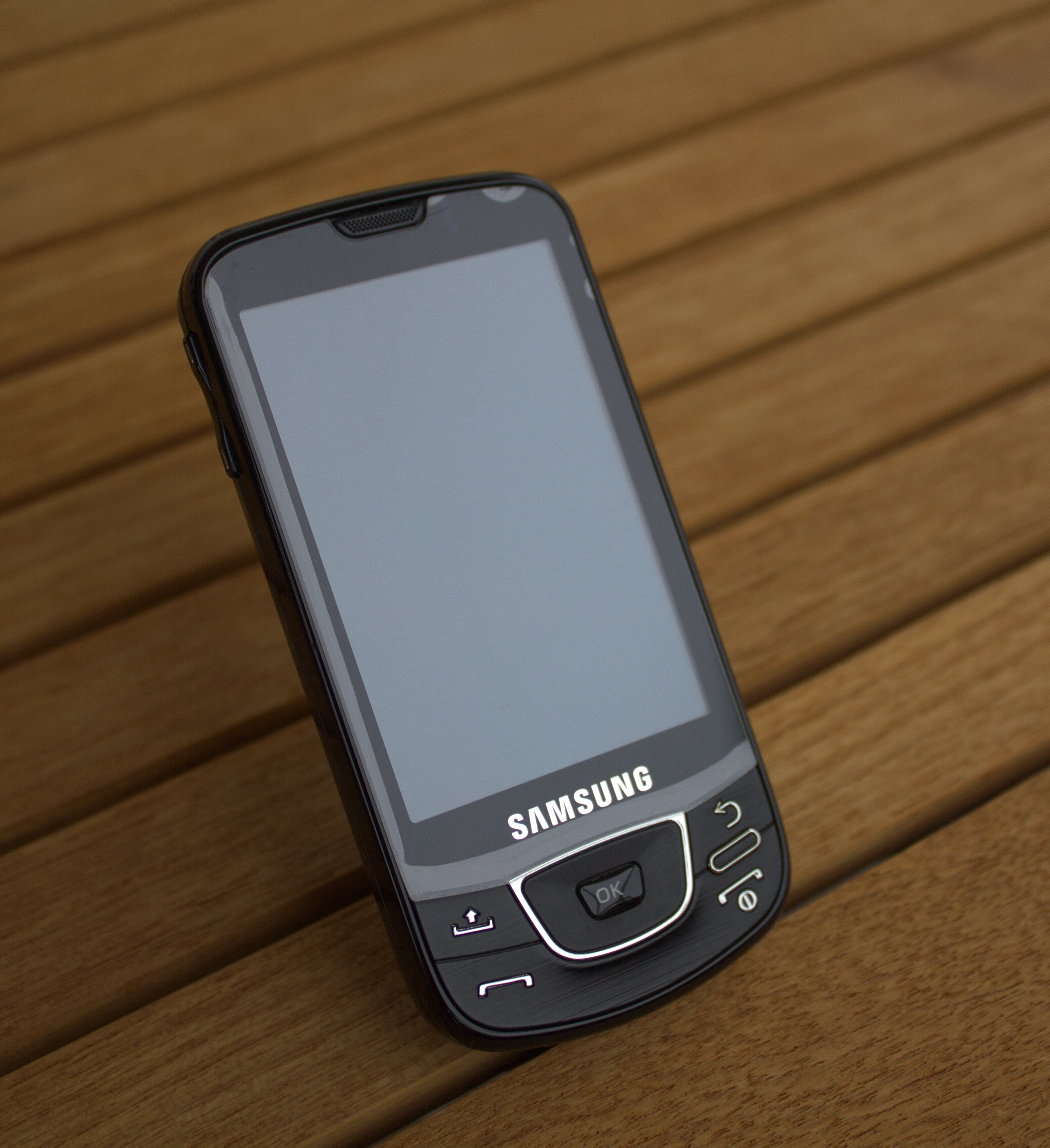
Samsung GT-i7500 Galaxy (mit Schutzfolie)
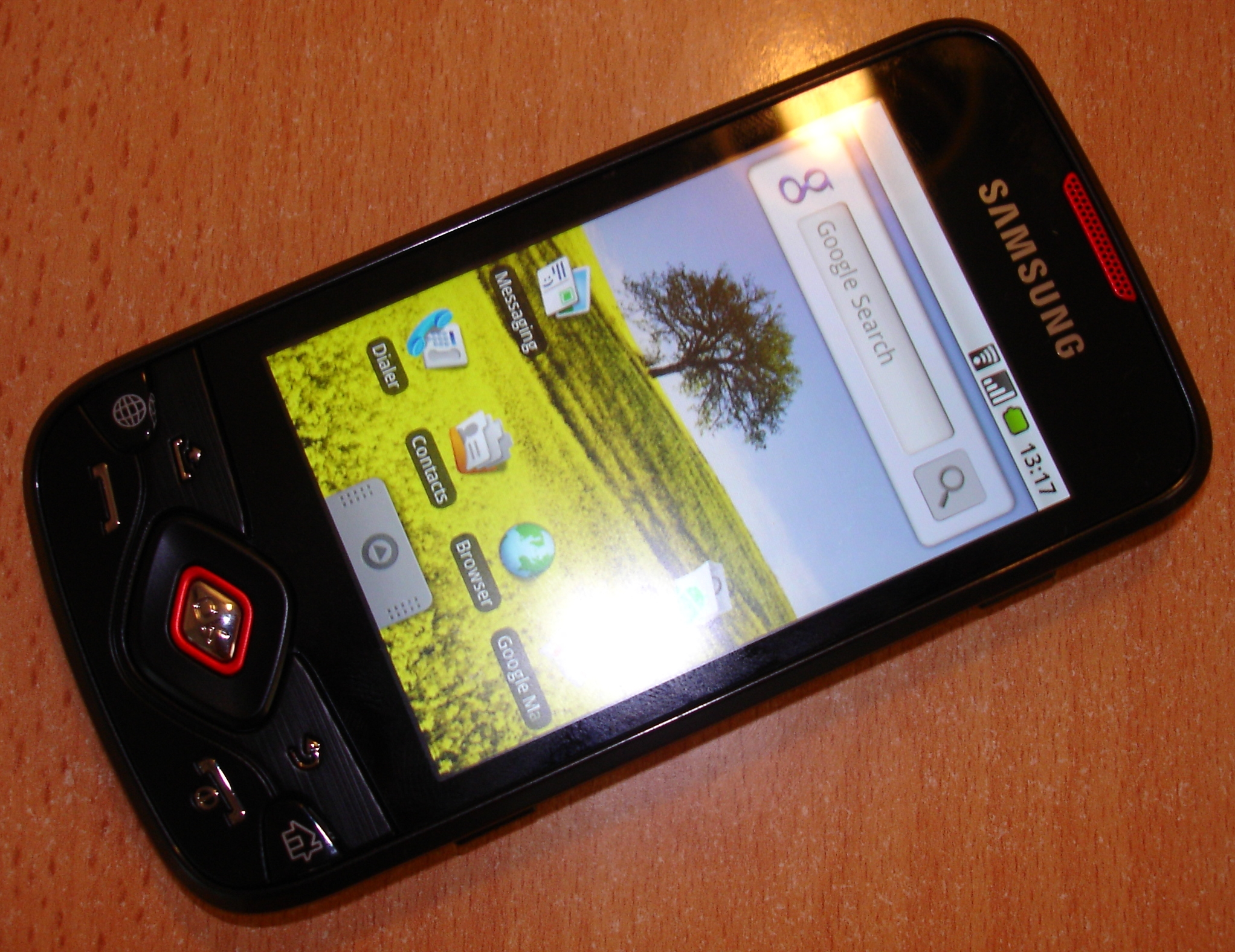
Samsung i5700 Galaxy Spica (Galaxy Lite)

- Samsung GT-i5500 Galaxy 5
- Samsung GT-i5700 Galaxy Spica, auch als Samsung Galaxy Lite oder Samsung Galaxy Portal bezeichnet
- Samsung GT-i5800 Galaxy 3
- Samsung GT-i7000 Galaxy Note
- Samsung GT-i7500 Galaxy (erstes Samsung-Smartphone mit Android als Betriebssystem)
- Samsung GT-i8000 Omnia II
- Samsung GT-i8150 Galaxy W
- Samsung GT-i8160 Galaxy Ace 2 (Vorläufer Galaxy Ace siehe unter GT-S5830i, S-Serie)
- Samsung GT-i8190 Galaxy S III mini
- Samsung GT-i8520 Galaxy Beam
- Samsung GT-i8530 Galaxy Beam
- Samsung GT-i8550 Galaxy Win
- Samsung GT-i8730 Galaxy Express
- Samsung GT-i8910 HD (erstes Smartphone mit HD-Video-Aufnahmefunktion)
- Samsung GT-i9000 Galaxy S (auch: Galaxy Mega 5.8)
  - Samsung GT-i9001 Galaxy S Plus
  - Samsung GT-i9003 Galaxy SL
- Samsung GT-i9020 Nexus S für Google
- Samsung GT-i9070 Galaxy S Advance
- Samsung GT-i9080 Galaxy Grand
  - Samsung GT-i9082 Galaxy Grand
- Samsung GT-i9100 Galaxy S II
  - Samsung GT-i9105 Galaxy S II Plus
- Samsung GT-i9150 Galaxy Mega 5.8 (Smartlet)
- Samsung GT-i9220 Galaxy Note II (auch N7000)
- Samsung GT-i9190 Galaxy S4 Mini
- Samsung GT-i9195 Galaxy S4 Mini
- Samsung GT-i9200 Galaxy Mega 6.3
  - Samsung GT-i9205 Galaxy Mega (Smartlet für Europa)
- Samsung GT-i9250 Galaxy Nexus für Google (auch:  Nei  genannt)
- Samsung GT-i9295 Galaxy S4 Active
- Samsung GT-i9300 Galaxy S III (S3)
  - Samsung GT-i9305 Galaxy S III (LTE) mit 2 GB Ram aber ohne Radio
- Samsung GT-i9500 Galaxy S4
  - Samsung GT-i9505 Galaxy S4 (für Europa)
  - Samsung GT-i9505 Galaxy S4 LTE
  - Samsung GT-i9506 Galaxy S4 LTE-advanced
- Samsung Galaxy S5
  - G900F – Basisvariante
  - G900X – 1000 Burstshots in Folge
  - G901F – S5 Plus – Schnelleres Internet und 1000 Burstshots in Folge
  - G906S – Für Südkorea mit 1440p-Display mit einer Pixeldichte von 576 ppi
- Samsung Galaxy S6
  - G920X Galaxy S6
  - G925X Galaxy S6 Edge
- Samsung Galaxy S7
  - Galaxy S7
  - Galaxy S7 Edge
- Samsung Galaxy S8
  - Galaxy S8
  - Galaxy S8+

### J-Serie: Samsung Galaxy J5
- Samsung SGH J150 (Bar)
- Samsung SGH J600 (Slider)
- Samsung SGH J700 (Slider)
  - Samsung SGH J700i (Slider)
- Samsung SGH J800 (Slider)

### L-Serie
- Samsung SGH L170 (Bar)
- Samsung SGH L700 (Bar)
- Samsung SGH L760 (Slider)
- Samsung SGH L810 (Slider)
- Samsung SGH L870 (Slider)

### M-Serie
- Samsung SGH M110 (Bar)
- Samsung SGH M150 (Bar)
- Samsung SGH M200 (Bar)
- Samsung SGH M300 (Klapp)
- Samsung SGH M310 (Klapp)
- Samsung M3510 (Bar)
- Samsung M6710 The BeatDisc (Slider)
- Samsung M7500 Armani (Bar)
- Samsung M7600 BeatDJ (Slider)
- Samsung M8800 Pixon (Touchscreen, 8 MP Kamera)
- Samsung M8910 Pixon12 (Touchscreen, 12 MP Kamera)

### N-Serie
- Samsung SGH N400
- Samsung N500
- Samsung N621

### Note-Serie
- Samsung Galaxy Note N7000
- Samsung Galaxy Note 2
  - N7100 mit Radio
  - N7105 mit LTE4G-Internet
- Samsung Galaxy Note 3
  - GT-N9000 ohne LTE und 4K-Videoaufnahmen – mit Radio
  - GT-N9005 LTE-Internet, 4K-Videoaufnahmen, kein Radio
  - GT-N9002 Dual-Sim-Variante mit 4K-Videoaufnahmen, ohne LTE – für China
- Samsung Galaxy Note 4
- Samsung Galaxy Note 9
  - Auch als Dual-Sim für China und Südkorea

### P-Serie

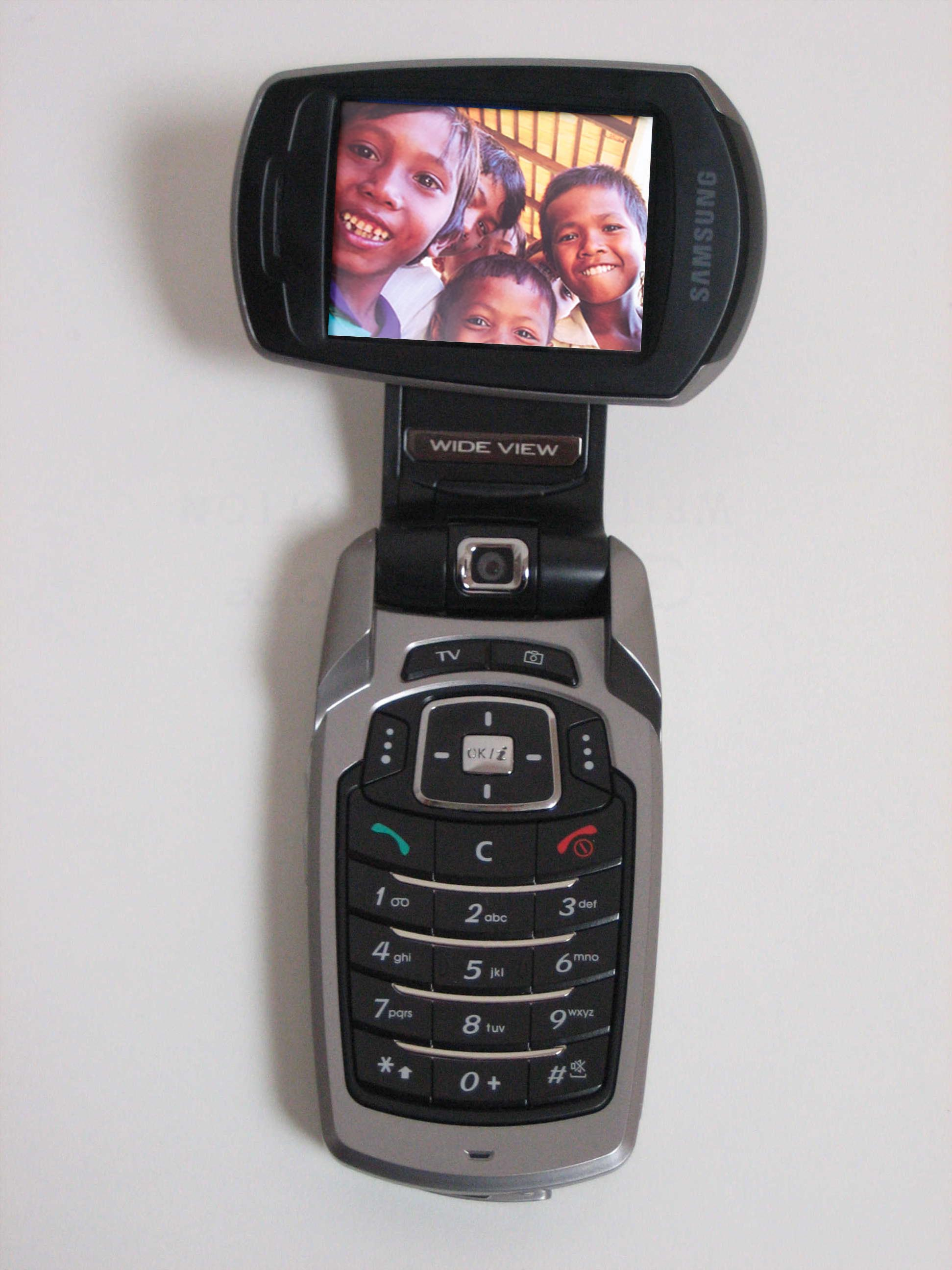
Samsung SGH P900 nach dem DMB-Standard

- Samsung SGH P300 (Bar)
- Samsung SGH P310 (Bar)
- Samsung SGH P400
- Samsung SGH P510
- Samsung SGH P520 Armani (Bar) Touchscreen
- Samsung SGH P730
- Samsung SGH P900 (Klapphandy mit horizontalem Drehgelenk und Kamera)

### Q-Serie (GPRS-Mobiltelefone)
- Samsung SGH Q100
- Samsung SGH Q200

### R-Serie
- Samsung SGH R210

### S-Serie (auch Galaxy als Vertriebsname)

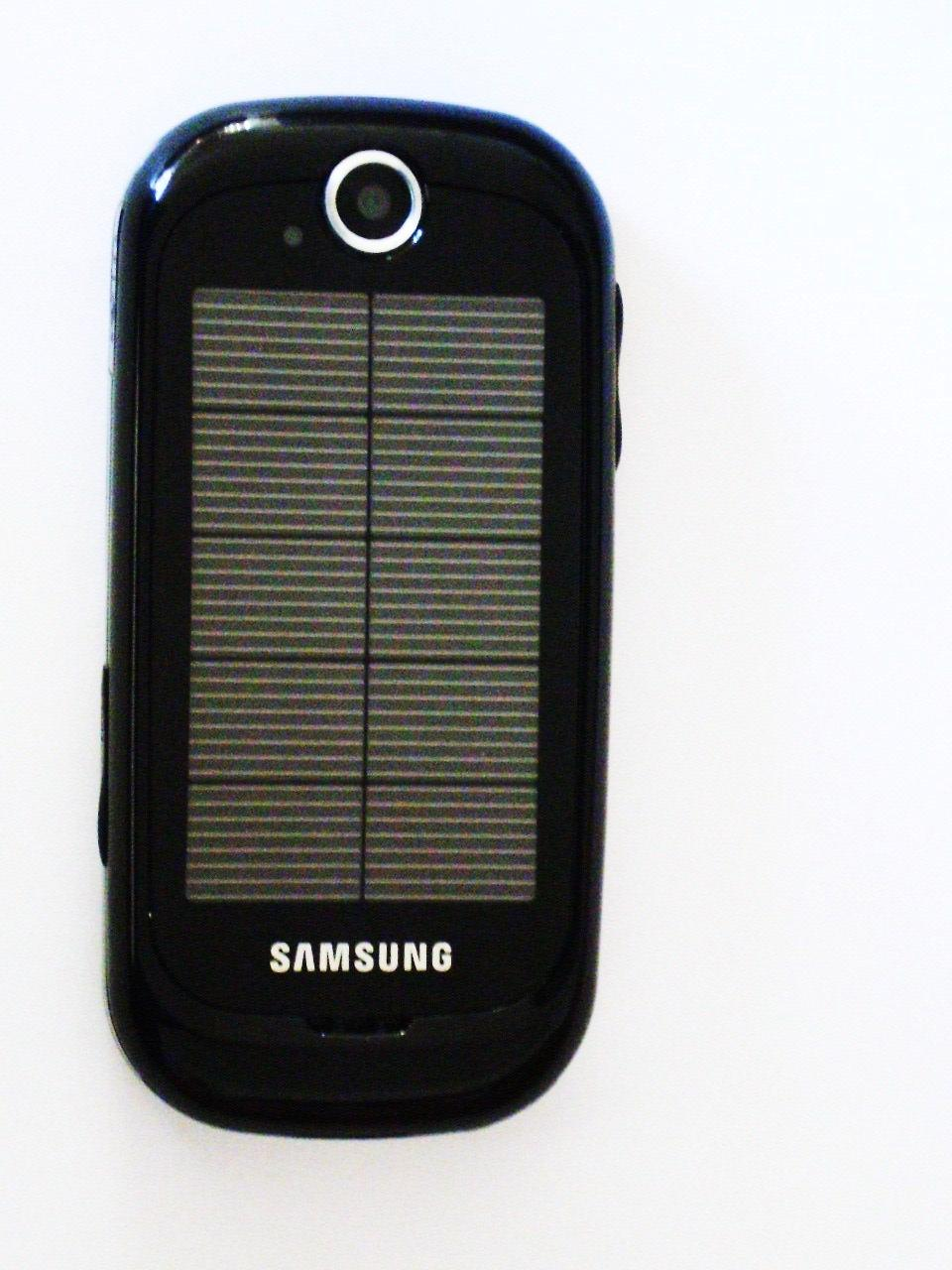
Samsung SGH GT-S7550 Blue Earth (Rückseite)
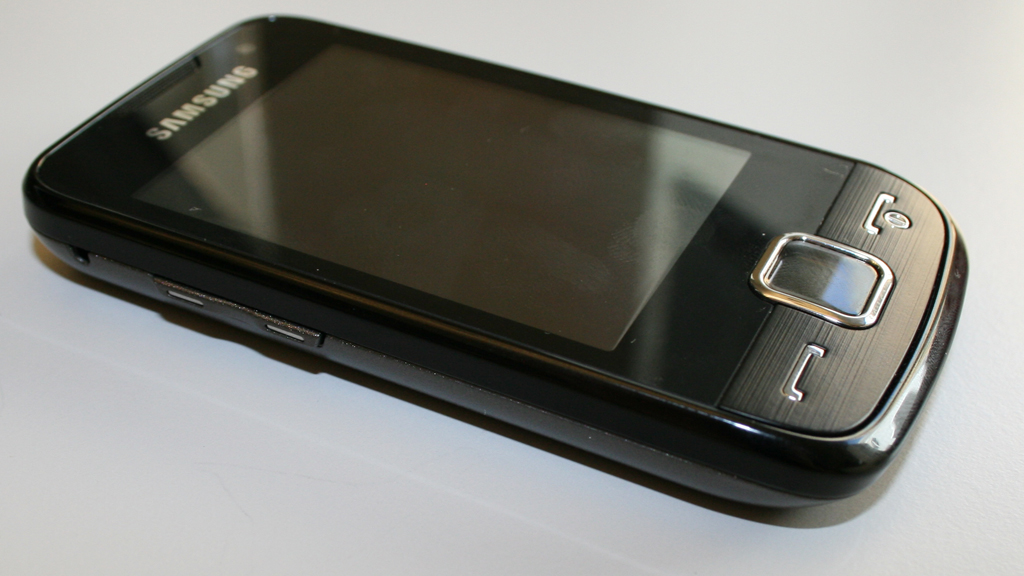
Samsung GT-S5600

Modelle teils nach Erscheinungsdatum oder Serie sortiert
- Samsung SM-A520F (Galaxy A5 - 2017)
- Samsung SGH-S100
- Samsung SGH-S300
  - Samsung SGH-S300M
- Samsung SGH-S500
- Samsung SGH-600
- Samsung GT-S3370 Corby (Touchscreen, 1,3 MP Kamera, Bluetooth)
- Samsung GT-S3650 Corby
- Samsung GT-S5830 Galaxy Ace, beim GT-S5830i mit Erhöhung des Prozessortakts von 800 auf 832 MHz
  - Samsung GT-S6802 Galaxy Ace Duos, zwei SIM-Karten
- Samsung GT-S7500 Galaxy Ace Plus
- Samsung GT-S7275R Galaxy Ace 3
- Samsung GT-S3800W REX70 Gehäuse vom Galaxy Mini aber mit Bada und TouchWiz-Lite-Oberfläche
- Samsung SGH S5250 Wave 2
- Samsung GT-S5300 Galaxy Pocket
  - Samsung GT-S5301 Galaxy Pocket Plus
  - Samsung GT-S5310 Galaxy Pocket Neo
- Samsung GT-S5330 Wave 3
- Samsung GT-S5500 Shark 3
- Samsung GT-S5550 Shark
- Samsung GT-S5620 Monte (Touchscreen, WLAN, GPS)
- Samsung GT-S5220 Star 3 (Touchscreen kapaz., kein Multitouch 3,2-MP-Kamera, Bluetooth 3.0 (ohne EDR) WLAN, schlechter als Star 2)
  - Samsung GT-S5220R REX80 (auch als Nachfolger für GT-S5220 Star 3 beworben), Gehäuse und technische Daten identisch mit Star3, Bada mit TouchWiz lite (veränderte GUI gegenüber Star3)
- Samsung GT-S5230 Star (Touchscreen (resis.), 3-MP-Kamera, EDGE 10, Bluetooth 2.1+ )
- Samsung GT-S5260 Star 2 (Touchscreen (kapaz.), Bluetooth 3.0+, Wlan-g, EDGE 12) auch mit Duo-SIM-Funktion (nicht in Deutschland)
- Samsung GT-S5280 Galaxy Star, weniger leistungsfähig ausgestattet als Samsung GT-5230 Star
- Samsung GT-S5570 Galaxy Mini
- Samsung GT-S5600
- Samsung GT-S5690 Xcover 1 (Outdoor-Smartphone)
- Samsung GT-S5360 Galaxy Y, Android 2.3
- Samsung GT-S6010 Galaxy Music
- Samsung GT-S6102 Galaxy Y Duos (Dual-SIM-Funktion)
- Samsung GT-S6310 Galaxy Young, Android 4+
  - Samsung GT-S6310N Galaxy Young mit NFC-Chip
  - Samsung GT-S6312 Galaxy Young Duos (Dual-SIM-Funktion)
- Samsung GT-S5660 Gio
- Samsung GT-S6810 Galaxy Fame
- Samsung GT-S7230E Wave
- Samsung GT-S7250 Wave M
- Samsung GT-S7350 Ultra S
- Samsung GT-S7390 Galaxy Trend
- Samsung GT-S7550 Blue Earth[1] (Smartphone mit integrierter Solarzelle)
- Samsung GT-S7562 Galaxy S Duos (Dual-SIM-Funktion)
- Samsung GT-S7710 Xcover 2 (Outdoor-Smartphone)
- Samsung SM-G389F Galaxy Xcover 3 (Outdoor-Smartphone)[2]
- Samsung GT-S8000 Jet
- Samsung GT-S8300 Ultra Touch
- Samsung GT-S8500 Wave (erstes Smartphone mit Samsung-eigenem Betriebssystem Bada, Super-AMOLED, WLAN-n, Bluetooth 3.0)
- Samsung GT-S8530 Wave 2
- Samsung GT-S8600 Galaxy Wave 3

### T-Serie

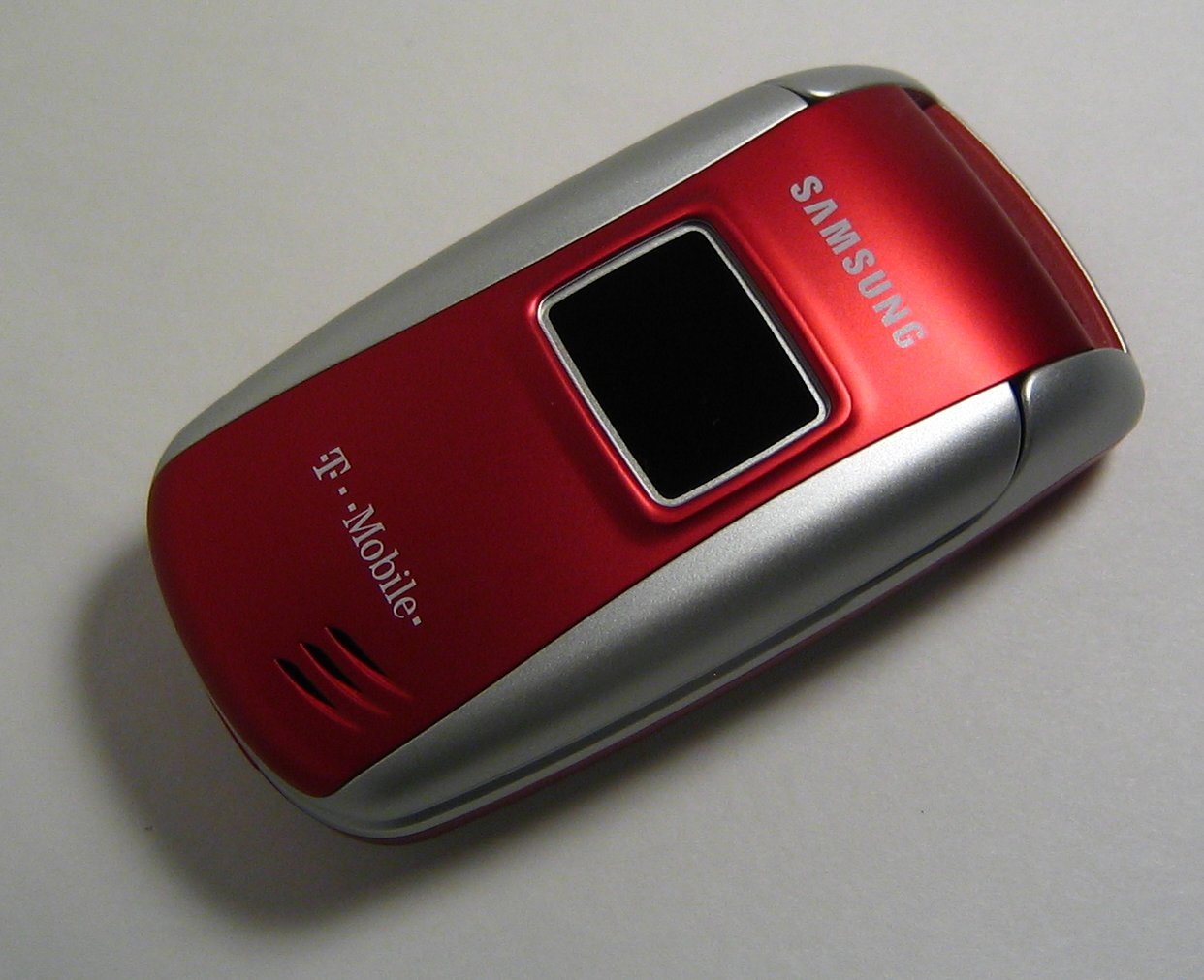
Samsung SGH-T209
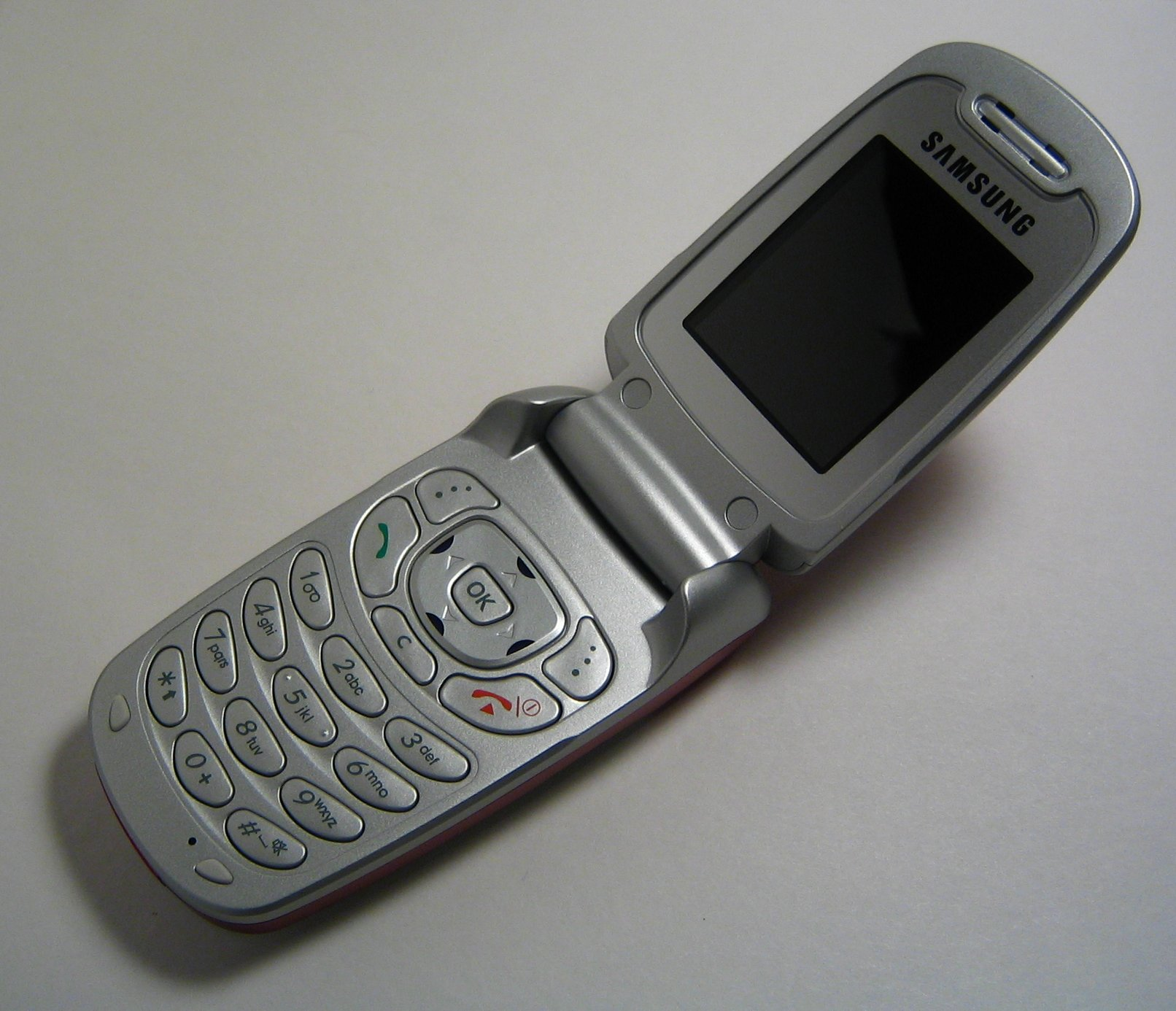
Samsung SGH-T209

- Samsung SGH T100
- Samsung SGH T209
- Samsung SGH T400

### U-Serie (Ultra Edition 2)
- Samsung U100
- Samsung U300
- Samsung U600 (Slider)
- Samsung U700 (Slider)
  - Samsung U700V
- Samsung U800 Soul (Bar)
- Samsung U900 Soul (Slider)

### V-Serie

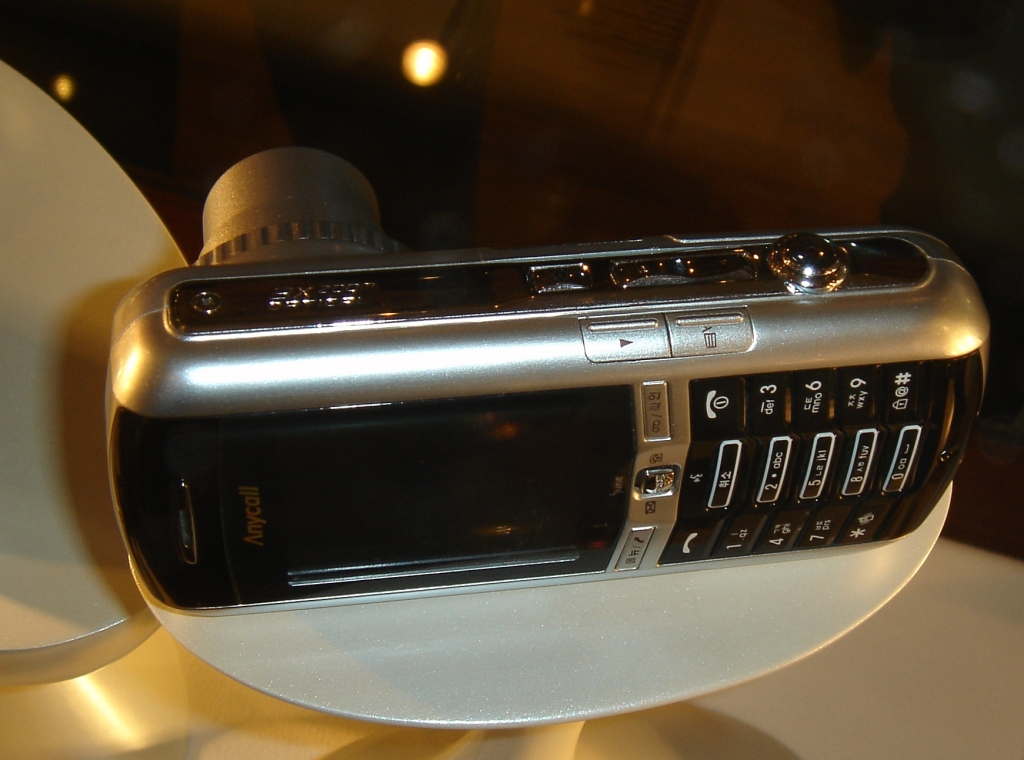
Samsung SCH V770

- Samsung SGH V200
- Samsung SCH V770 (Klapphandy mit Digitalkamera und MMS)

### X-Serie
- Samsung X100
- Samsung X150 (Klapp)
- Samsung X160 (Klapp)
- Samsung X210 (Klapp)
- Samsung X450
- Samsung X460
- Samsung X480
- Samsung X490
- Samsung X510 (Klapp)
- Samsung X520 (Klapp)
- Samsung X530 (Slider)
- Samsung X600
- Samsung X630 (Bar)
- Samsung X640
- Samsung X660 (Klapp)
- Samsung X670 (Klapp)
- Samsung X700
- Samsung X800
- Samsung X820 (Bar)
- Samsung X830 (Swivel)

### Z-Serie
- Samsung Z105
- Samsung Z107
- Samsung Z130
- Samsung Z140
- Samsung Z150 (Bar)
- Samsung Z230 (Klapp)
- Samsung Z370 (Bar)
- Samsung Z400 (Slider)
- Samsung Z500
- Samsung Z540 (Klapp)
- Samsung Z560 (Klapp)
- Samsung Z630 (Slider)
- Samsung ZM60
- Samsung ZV10
- Samsung ZV30
- Samsung ZV40 (Klapp)
- Samsung ZV50 (Klapp)

- S5 mini